# Joaquim Camps i Giralt
Joaquim Camps i Giralt (Barcelona, 1951) és un escultor català, net del també escultor Josep Maria Camps i Arnau.

## Biografia
Llicenciat en belles arts per la Universitat de Barcelona, de 1992 a 1996 fou professora a l'Escola d'Art i Disseny Deià i des de 1996 és professor a l'Escola Superior de Conservació i Restauració de Béns Culturals de Catalunya. Com el seu avi, que va desenvolupar la major part de la seva obra en el districte de Gràcia, ha estat molt vinculat a aquest popular barri barceloní, on té dos de les seves obres: Rellotge de sol (1986), a la Plaça del Sol, i A Rovira i Trias (1990), a la plaça homònima. Encara que actualment viu en Llinars del Vallès, Camps es considera un «gracienc exiliat». Ha estat l'autor de la restauració escultòrica dels merlets del Col·legi de les Teresianes, de Antoni Gaudí. Precisament, una de les seves obres més conegudes és un homenatge al famós arquitecte, A Antoni Gaudí (1999), situada en una altra de les obres del geni modernista, la porta de la finca Miralles

## Obres
- Rellotge de sol (1986), Barcelona.
- A Rovira i Trias (1990), Barcelona.
- Monument a les persones assassinades als camps nazis (1991), Mollet del Vallès.
- Lector de premsa (1993), Mollet del Vallés.
- A Antoni Gaudí (1999), Barcelona.
- Escultura emblema del CEIP Salvador Sanromà de Llinars del Vallès (2008).

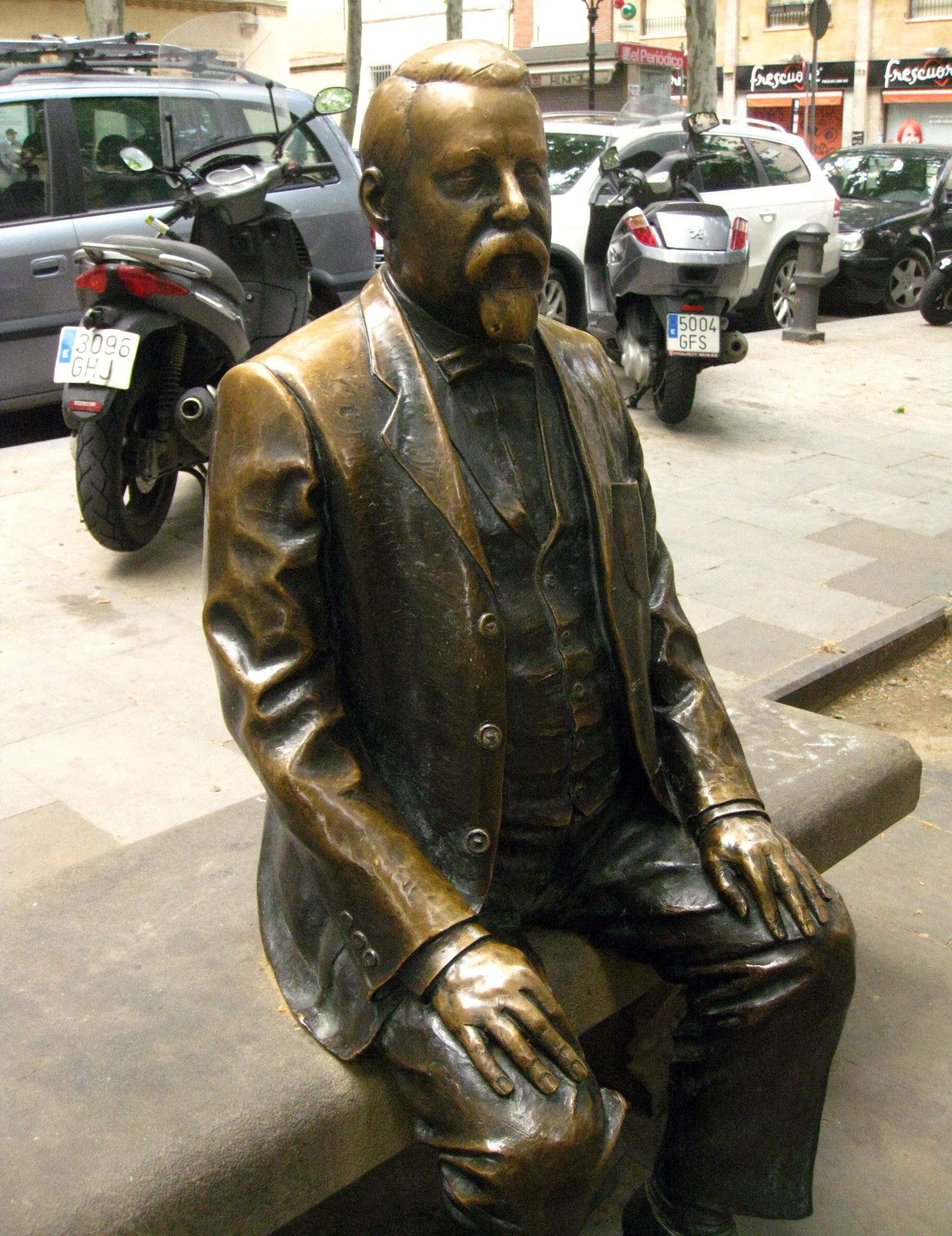
A Rovira i Trias
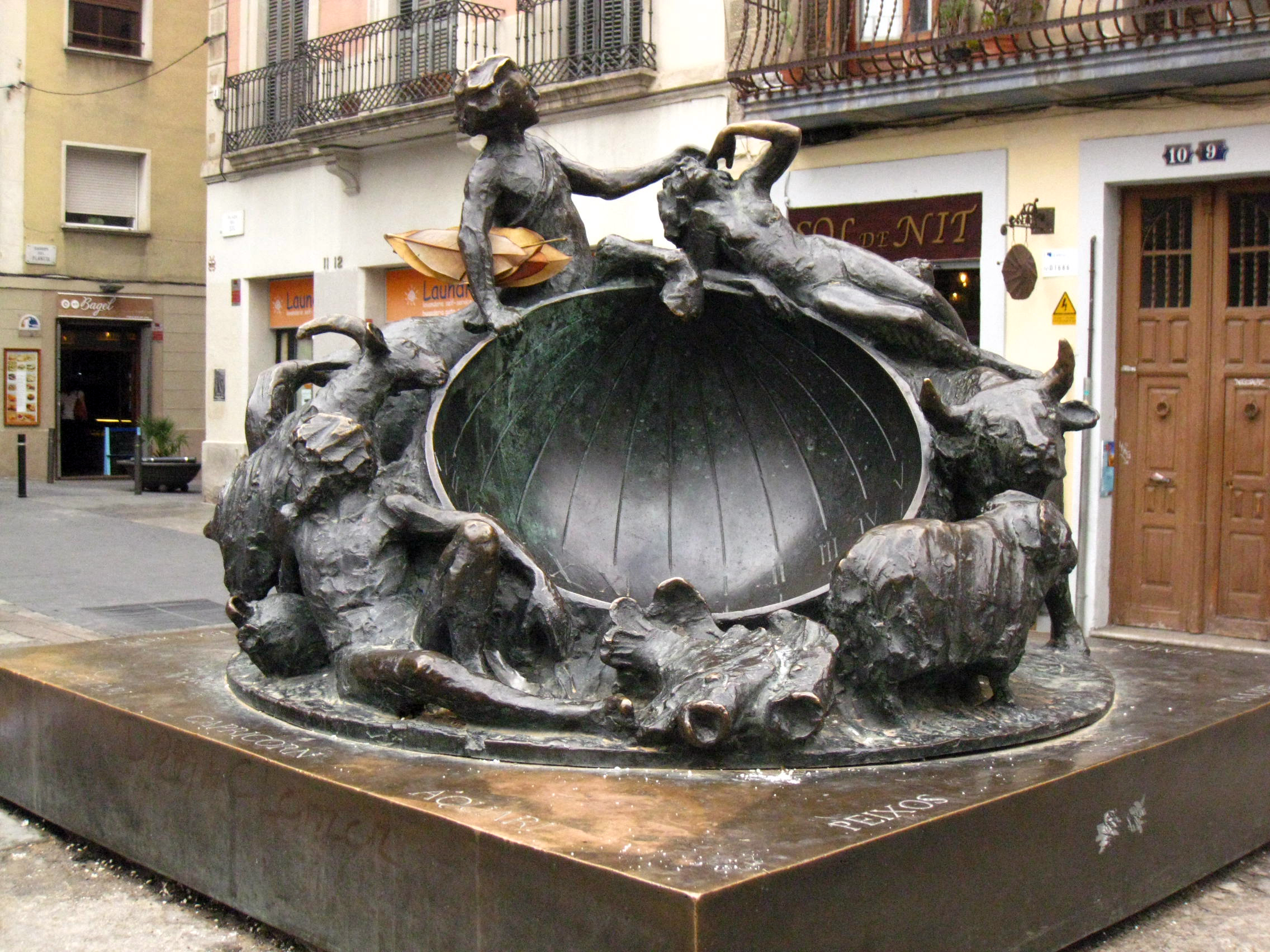
Rellotge de Sol
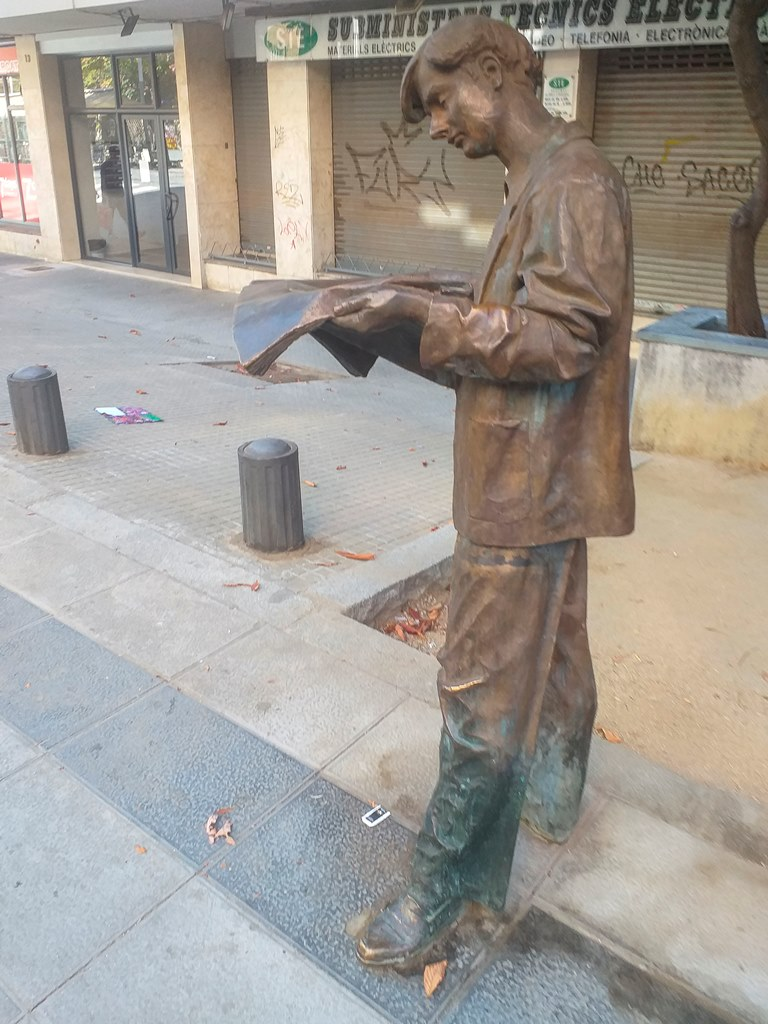
Lector de premsa